# Jimmy Engoulvent

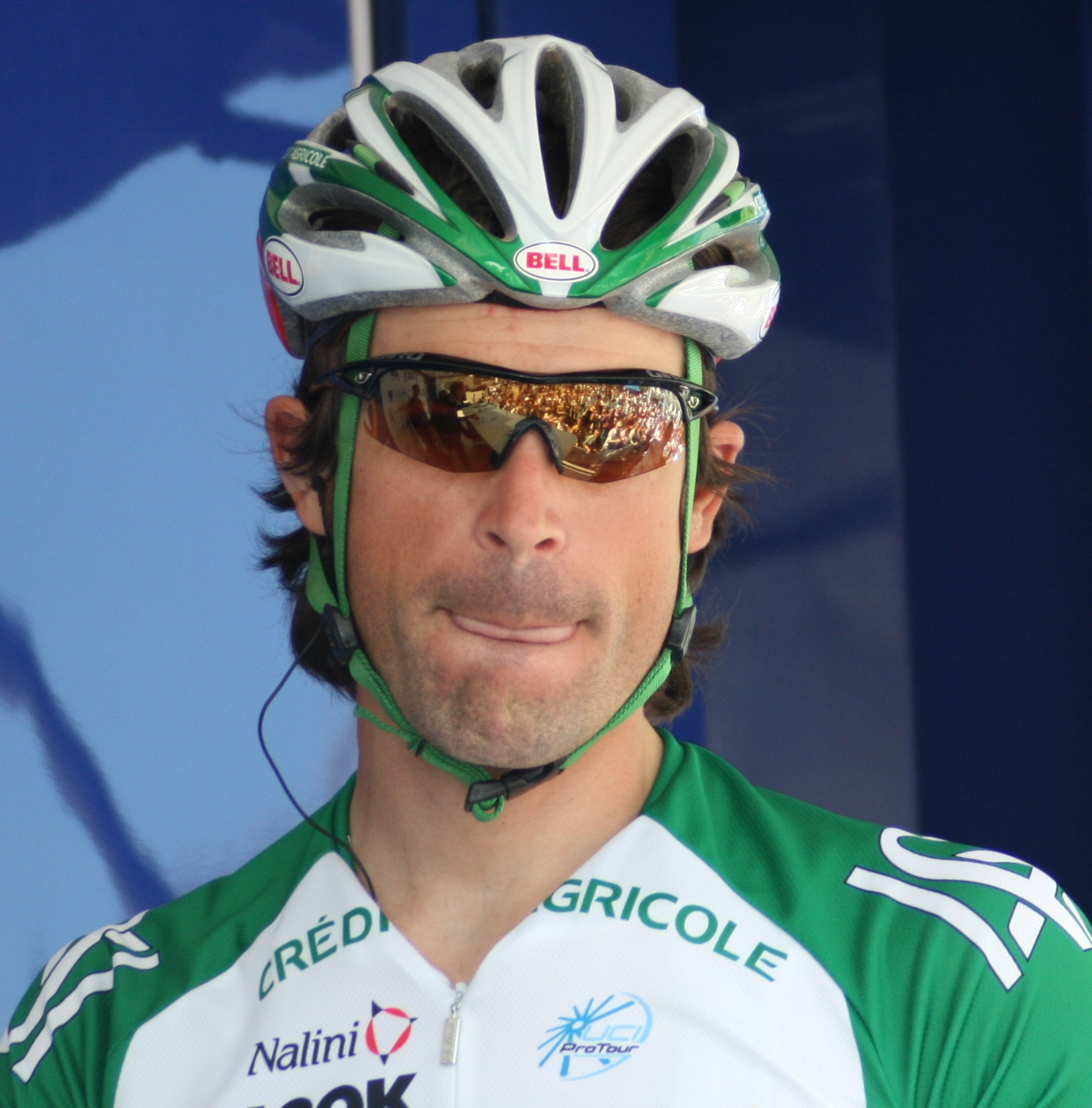
Jimmy Engoulvent lors des Quatre Jours de Dunkerque 2008

Jimmy Engoulvent, né le 7 décembre 1979 au Mans, est un coureur cycliste français. Après sa carrière sur route, il devient directeur sportif de l'équipe B&B Hotels p/b KTM, puis de Cofidis à partir de 2024.

## Biographie

### Carrière professionnelle
Jimmy Engoulvent devient cycliste professionnel en 2002, dans l'équipe Bonjour, qui devient Brioches La Boulangère l'année suivante. Il obtient cette année-là sa première victoire professionnelle, une étape du Tour de la Somme.
En 2004, il est recruté par l'équipe Cofidis, dans laquelle il passe deux saisons. Il rejoint ensuite le Crédit agricole en 2006.
En 2009, il intègre la nouvelle équipe Besson Chaussures-Sojasun, dirigée par Stéphane Heulot. Il remporte huit courses cette année-là.
En 2010, il remporte sa première victoire de la saison lors du prologue du Tour de Luxembourg. Il devance notamment Lance Armstrong, cinquième de ce prologue. C'est la deuxième fois qu'il remporte le prologue de l'épreuve, après une première victoire en 2007. En août, il remporte tout d'abord la troisième étape du Tour du Poitou-Charentes, puis le lendemain il s'adjuge le classement final de l'épreuve, dix centièmes de seconde devant Dominique Rollin.
En 2012, Engoulvent termine 153e et lanterne rouge du tour de France gagné par Bradley Wiggins. Il termine le Tour à un peu moins de 4 heures du vainqueur britannique.
Au cours de l'année 2013, il gagne une nouvelle fois le Prologue du Tour de Luxembourg. La disparition de l'équipe continentale professionnelle Sojasun en fin de saison pousse Jimmy Engoulvent à signer un contrat de deux ans avec la formation Europcar dirigée par Jean-René Bernaudeau.
En 2014, il remporte la cinquième étape des Quatre Jours de Dunkerque et le prologue des Boucles de la Mayenne au printemps. En fin de saison il participe pour la première fois au Tour d'Espagne et termine l'épreuve en 157e position.
L'année suivante, il obtient quelques places d'honneur comme sur le Tro Bro Leon où il se classe quatrième et le Tour de Luxembourg où il finit dans les sept premiers du prologue et de la quatrième étape. Au second semestre Engoulvent s'offre une nouvelle place de quatrième lors du prologue du Tour de l'Ain il finit également huitième de la première étape de cette course. Quelques semaines plus tard il prend le départ de son second Tour d'Espagne et termine l'épreuve à la 133e place après avoir travaillé pour son leader Romain Sicard et s'être échappé à plusieurs reprises.

### Entraîneur et directeur sportif
Jimmy Engoulvent quitte le peloton professionnel fin 2015 après quatorze années comme coureur et intègre l'encadrement de la formation Direct Énergie comme entraineur et directeur sportif.
Entre 2018 et 2022, il est membre de l’équipe professionnelle créée par son ancien coéquipier Jérôme Pineau.

## Palmarès et résultats

### Palmarès par année
- 1997
  - 2e de la Flèche Plédranaise
  - 3e du Tour du Valromey
- 1999
  - 3e de Paris-Bernay
- 2000
  - Orvault-Saint-Nazaire-Orvault[5]
- 2001
  - 7e étape du Circuit des plages vendéennes
  - 2e étape du Tour du Haut-Béarn
  - Circuit des Trois Provinces :
    - Classement général
    - 2eétape

  - Deux Jours cyclistes de Machecoul :
    - Classement général
    - 1re étape

  - 2e de Jard-Les Herbiers
  - 3e du Circuit des plages vendéennes
- 2002
  - 2e du Grand Prix de Lillers
- 2003
  - 2eb étape du Tour de la Somme
- 2004
  - 3e du Tour du Poitou-Charentes
  - 3e du GP Tartu
- 2005
  - 3e de Cholet-Pays de Loire
- 2006
  - 3e étape du Tour méditerranéen (contre-la-montre par équipes)
  - 3e du Tour de Picardie
- 2007
  - Prologue du Tour de Luxembourg
  - Prologue de la Tropicale Amissa Bongo
- 2008
  - 4e étape du Tour ivoirien de la Paix
  - 3e du Grand Prix de Denain
- 2009
  - 2e étape des Trois Jours de Vaucluse
  - Souvenir Louison-Bobet
  - 3e étape du Circuit de la Sarthe (contre-la-montre)
  - 5e étape du Tour de Bretagne
  - 2e étape des Quatre Jours de Dunkerque
  - 4e étape du Tour de Gironde
  - 3e étape du Circuito Montañés
  - Prologue du Tour Alsace (contre-la-montre par équipes)
  - 4e étape du Tour Alsace
- 2010
  - Prologue du Tour de Luxembourg
  - Prologue des Boucles de la Mayenne
  - Prologue du Tour du Portugal
  - Tour du Poitou-Charentes :
    - Classement général
    - 3e étape
- 2011
  - 1re étape du Tour d'Andalousie (contre-la-montre)
- 2012
  - Quatre Jours de Dunkerque :
    - Classement général
    - 3e étape

  - Prologue du Tour de Luxembourg
  - 3e de la Flèche d'Émeraude
- 2013
  - Prologue du Tour de Luxembourg
- 2014
  - 5e étape des Quatre Jours de Dunkerque
  - Prologue des Boucles de la Mayenne

### Résultats sur les grands tours

#### Tour de France
5 participations
- 2004 : 138e
- 2006 : abandon (10e étape)
- 2008 : 138e
- 2011 : 160e
- 2012 : 153e et lanterne rouge

#### Tour d'Espagne
2 participations
- 2014 : 157e
- 2015 : 133e

### Classements mondiaux
| Année              | 2007 | 2008 | 2009 | 2010 | 2011 | 2012 | 2013 | 2014 | 2015 |
| ------------------ | ---- | ---- | ---- | ---- | ---- | ---- | ---- | ---- | ---- |
| Classement ProTour | 196e | 135e |      |      |      |      |      |      |      |
| UCI World Tour     |      |      |      |      |      |      |      | nc   |      |
| UCI Asia Tour      |      |      |      | 345e |      |      |      |      |      |
| UCI Europe Tour    |      |      | 67e  | 57e  | 241e | 32e  | 362e |      | 401e |